# St. Aloisius (Herdorf)
Koordinaten: 50° 46′ 41,9″ N, 7° 56′ 58,3″ O

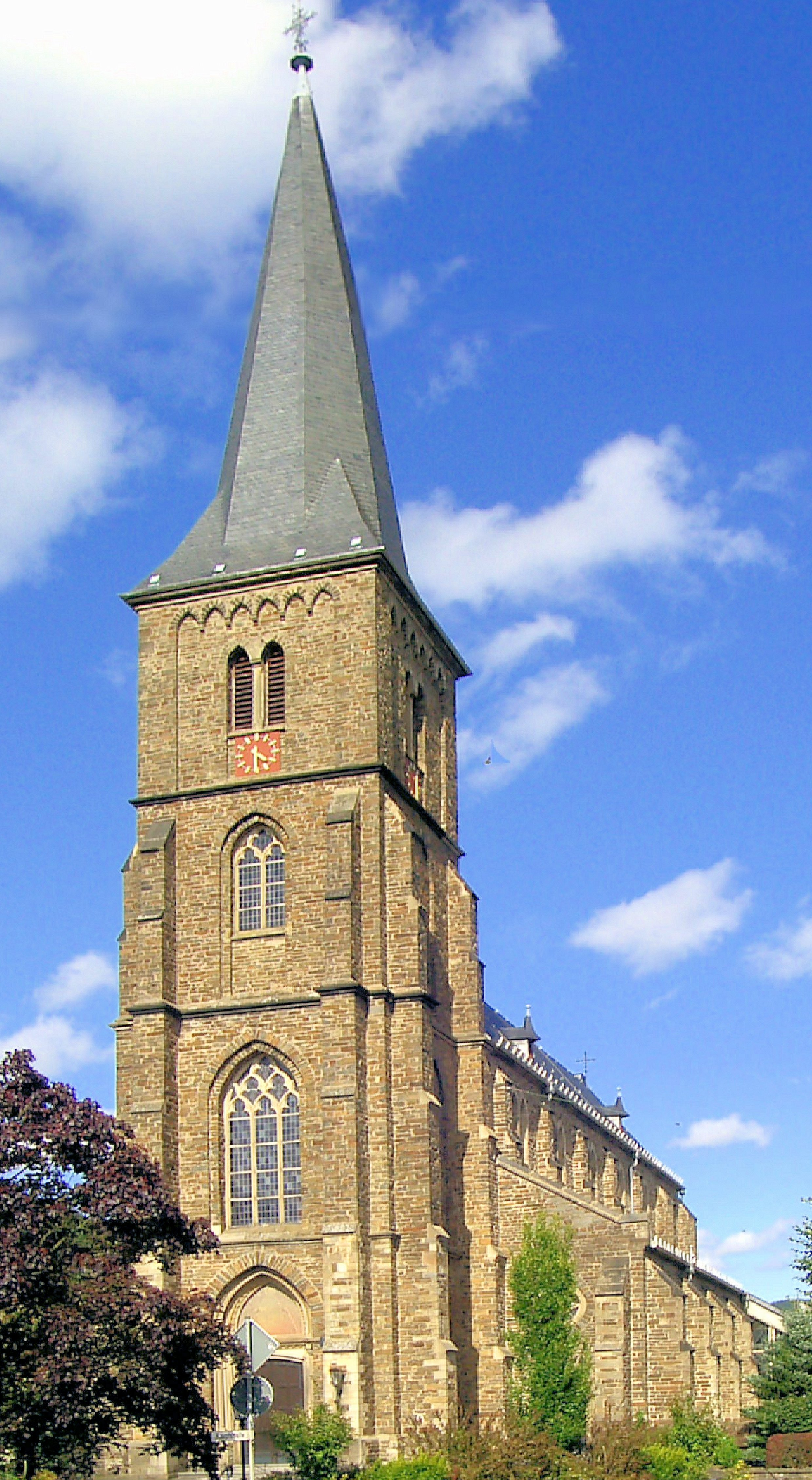
Pfarrkirche St. Aloisius

Die katholische Pfarrei St. Aloisius Herdorf gehört zur Diözese Trier und wurde 2007 mit der Nachbarpfarrei Alsdorf (Westerwald) zu einer Pfarrgemeinschaft zusammengelegt.

## Geschichte
Die Missionierung im Hellertal ging von der Pfarrei Haiger aus, zu deren 1048 umrissenen Pfarrbezirk das Gebiet der heutigen Pfarrgemeinde gehörte. Das Gebiet links der Heller gehörte zur Pfarrei Daaden (Pfarrei seit 1219), das rechts der Heller zu Kirchen (Pfarrei seit 1325).
Eine Kapelle wurde auf der Königsmauer, einer hochwassergeschützen Erhebung im Hellertal, errichtet, wohl schon vor dem Dreißigjährigen Krieg, allerdings ist das genaue Jahr nicht bekannt.
Diese Kapelle wurde nach der Reformation als Simultaneum genutzt. Sie zerfiel im 18. Jahrhundert und wurde 1798 durch einen Nachfolgebau ersetzt. Diese Kirche dient bis heute der evangelischen Gemeinde Herdorf-Struthütten, die katholische Pfarrgemeinde erhielt 1885 ein neues und größeres Kirchengebäude, da  durch die beträchtliche Entwicklung Herdorfs im Bergbau- und Hüttenwesen im 19. Jahrhundert auch die Zahl der Katholiken sehr gestiegen war. Am 22. November 1844 wurde die bisherige Vikarie Herdorf zur selbständigen Pfarrei erhoben.

## Pfarrkirche
Da die Zahl der Katholiken immer weiter anstieg, begann Pastor Thomé am 15. September 1884 mit dem Bau der jetzigen katholischen Kirche. Sie wurde am 15. Dezember 1885 geweiht und stellt sich als dreischiffiger, neogotischer Bau mit vorgelagertem Westturm dar. Der Entwurf stammte vom Architekten Reinhold Wirtz, die Bauausführung übernahm die Firma Becker und Böhm aus Bonn.
In den Jahren 1958 bis 1960 wurden zwei Seitenschiffe sowie eine neue Sakristei angebaut.
Die Erwählung des Hl. Aloisius von Gonzaga zum Pfarrpatron ist besonders dem Umstand geschuldet, dass während der Gegenreformation der Jesuitenorden in dieser Region sehr aktiv war und Jesuitenheilige dort besonders verehrt wurden.
Die Orgel in der Pfarrkirche ist mit ihren 3.340 Pfeifen eine der größten Kirchenorgeln in der Region.

## Pfarrvikare und Pfarrer
- Ignanz Josef Brocke (1795–1797)
- Johann Pingler (1797–1806)
- Johann Peter Ermert (1806–1809)
- Eugen Königstein (1809–1815)
- Wilhelm Zey (1816–1819)
- Friedrich Wilhelm Josef Seher (1819–1826)
- Peter Josef Bicking (1827–1829)
- Johann Peter (1829–1849)
- Johann Anton Breitbach (1849–1854)
- Dr. Herrmann (1854–1860)
- Georg Reuschenbach (1860–1863)
- Nikolaus Eifel (1864–†1867)
- Gerhard Thomé (1869–1897)
- Michael Maur (1897–1906)
- Dr. Adam Eismann (1906–1920)
- Jakob Vlatten (1920–1938)
- Franz Nikolaus Rinker (1938–†1947)
- Josef Neunzig (1948–1956)
- Paul Walter Busenbender (1956–1963)
- Hermann Stillemunkes (1963–1969)
- Werner Jakobs (1970–1989)
- Heinz Christ (1990–2007)
- Gerhard Stenz (2007–2015)